# Nunataki Morennye
Die Nunataki Morennye (englische Transkription von russisch Нунатаки Моренные Nunataki Morennyje, deutsch ‚Moränennunatakker‘) sind eine Gruppe von Nunatakkern an der Küste des ostantarktischen Mac-Robertson-Lands. Sie ragen nordöstlich des Foster-Nunataks im südlichen Teil der Manning-Nunatakker auf.
Russische Wissenschaftler benannten sie.